# Canadian Open (singolare femminile)
Questo è un elenco delle finali del singolare femminile del Canadian Open. La canadese Louise Moyes detiene il record assoluto di vittorie per categoria con 10 trionfi.
| Anno      | Nome del torneo                         | Categoria                             | Montepremi                            | Superficie                            | Vincitrice                            | Finalista                             | Punteggio                             |
| --------- | --------------------------------------- | ------------------------------------- | ------------------------------------- | ------------------------------------- | ------------------------------------- | ------------------------------------- | ------------------------------------- |
| 1892      | Canadian Championships                  |                                       |                                       |                                       | Maude Delano-Osborne (1)              | Sydney Smith                          | 9–7, 7–9, 6–2, 8–6                    |
| 1893      | Canadian Championships                  |                                       |                                       |                                       | Maude Delano-Osborne (2)              | Sydney Smith                          | 6–8, 6–2, 6–2                         |
| 1894      | Canadian Championships                  |                                       |                                       |                                       | Maude Delano-Osborne (3)              | Mrs Whitehead                         | 3–6, 6–2, 6–1                         |
| 1895      | Canadian Championships                  |                                       |                                       |                                       | Sydney Smith                          | Maude Delano-Osborne                  | 3–6, 6–1, 6–3                         |
| 1896      | Canadian Championships                  |                                       |                                       |                                       | Juliette Atkinson (1)                 | Sydney Smith                          | 6–1, 6–2                              |
| 1897      | Canadian Championships                  |                                       |                                       |                                       | Juliette Atkinson (2)                 | J. Davis                              | 6–3, 6–1                              |
| 1898      | Canadian Championships                  |                                       |                                       |                                       | Juliette Atkinson (3)                 | Mrs Eustace Smith                     | 6–4, 6–1                              |
| 1899      | Canadian Championships                  |                                       |                                       |                                       | Violet Summerhayes (1)                | Marquis                               | 6–2, 9–11, 6–3                        |
| 1900      | Canadian Championships                  |                                       |                                       |                                       | Violet Summerhayes (2)                | Burgess                               | 6–8, 6–4, 6–0, 6–4                    |
| 1901      | Canadian Championships                  |                                       |                                       |                                       | Violet Summerhayes (3)                | Burgess                               | 6–3, 2–6, 6–0, 0–6, 9–7               |
| 1902      | Canadian Championships                  |                                       |                                       |                                       | Hague                                 | Violet Summerhayes                    | 6–0, 6–1                              |
| 1903      | Canadian Championships                  |                                       |                                       |                                       | Violet Summerhayes (4)                | Burgess                               | 1–6, 6–4, 6–2                         |
| 1904      | Canadian Championships                  |                                       |                                       |                                       | Violet Summerhayes (5)                |                                       |                                       |
| 1905      | Non disputato                           | Non disputato                         | Non disputato                         | Non disputato                         | Non disputato                         | Non disputato                         | Non disputato                         |
| 1906      | Canadian Championships                  |                                       |                                       |                                       | Louise Moyes (1)                      | Violet Summerhayes                    | 6–3, 6–3                              |
| 1907      | Canadian Championships                  |                                       |                                       |                                       | Louise Moyes (2)                      | Hague                                 | 3–6, 6–4, 6–3                         |
| 1908      | Canadian Championships                  |                                       |                                       |                                       | Louise Moyes (3)                      | Evelyn Clay                           | 6–2, 6–1                              |
| 1909      | Canadian Championships                  |                                       |                                       |                                       | May Sutton Bundy                      | Edith Boucher Hannam                  | 2 set a 0                             |
| 1910      | Canadian Championships                  |                                       |                                       |                                       | Louise Moyes (4)                      | Rhea Fairbairn                        | 6–4, 6–0                              |
| 1911      | Canadian Championships                  |                                       |                                       |                                       |                                       |                                       |                                       |
| 1912      | Canadian Championships                  |                                       |                                       |                                       | Miss Birch                            | Miss Beckett                          | 3–6, 6–3, 7–5                         |
| 1913      | Canadian Championships                  |                                       |                                       |                                       | Louise Moyes (5)                      | Florence Best                         | 6–4, 6–4                              |
| 1914      | Canadian Championships                  |                                       |                                       |                                       | Louise Moyes (6)                      | Florence Best                         | 6–4, 6–1                              |
| 1915-1918 | Non disputato                           | Non disputato                         | Non disputato                         | Non disputato                         | Non disputato                         | Non disputato                         | Non disputato                         |
| 1919      | Canadian Championships Vancouver        |                                       |                                       |                                       | Marion Zinderstein                    | Louise Moyes                          | 8–6, 6–4                              |
| 1920      | Canadian Championships                  |                                       |                                       |                                       | Louise Moyes (7)                      | Florence Best                         | (2 set)                               |
| 1921      | Canadian Championships                  |                                       |                                       |                                       | Louise Moyes (8)                      | Margaret Grove                        | 6–3, 6–3                              |
| 1922      | Canadian Championships Vancouver        |                                       |                                       |                                       | Louise Moyes (9)                      | Gladys Hutchings                      | 6–4, 6–1                              |
| 1923      | Canadian Championships                  |                                       |                                       |                                       | Florence Best                         | Brookes                               | 6–3                                   |
| 1924      | Canadian Championships                  |                                       |                                       |                                       | Louise Moyes (10)                     | Marjorie Leeming                      | 4–6, 6–3, 6–4                         |
| 1925      | Canadian Championships Vancouver        |                                       |                                       |                                       | Marjorie Leeming (1)                  | H. F. Wright                          | 7–5, 6–4                              |
| 1926      | Canadian Championships                  |                                       |                                       |                                       | Marjorie Leeming (2)                  | Marjorie Gladman                      | 6–2, 6–0                              |
| 1927      | Canadian Championships                  |                                       |                                       |                                       | Caroline Swartz                       | Edith Cross                           | 6–3, 4–6, 7–5                         |
| 1928      | Canadian Championships                  |                                       |                                       |                                       | Marjorie Gladman                      | Mary Greef                            | 5–7, 6–1, 6–1                         |
| 1929      | Canadian Championships Toronto          |                                       |                                       |                                       | Olive Wade (1)                        | Ruth Riese                            | 6–0, 1–6, 6–1                         |
| 1930      | Canadian Championships                  |                                       |                                       |                                       | Olive Wade (2)                        | Marjorie Leeming                      | 6–4, 2–6, 6–4                         |
| 1931      | Canadian Championships Vancouver        |                                       |                                       | Erba                                  | Edith Cross                           | Marjorie Leeming                      | 6–2, 6–2                              |
| 1932      | Canadian Championships Ottawa           |                                       |                                       |                                       | Olive Wade (3)                        | Marjorie Leeming                      | 4–6, 6–4, 6–1                         |
| 1933      | Canadian Championships Vancouver        |                                       |                                       |                                       | Gracyn Wheeler (1)                    | Mary Campbell                         | 4–6, 6–1, 6–3                         |
| 1934      | Canadian Championships Toronto          |                                       |                                       |                                       | Caroline Deacon                       | Eleanor Young                         | 7–5, 6–3                              |
| 1935      | Canadian Championships                  |                                       |                                       |                                       | Margaret Osborne                      | Gussie Raegener                       | 6–4, 6–2                              |
| 1936      | Canadian Championships Vancouver        |                                       |                                       | Erba                                  | Esther Bartosh                        | Jean Milne                            | 6–1, 3–6, 6–1                         |
| 1937      | Canadian Championships Toronto          |                                       |                                       | Erba                                  | Evelyn Dearman                        | Mary Hardwick                         | walkover                              |
| 1938      | Canadian Championships                  |                                       |                                       |                                       | Mrs Rene Bolte                        | Ruth Porter                           | 6–4, 6–4                              |
| 1939      | Canadian Championships                  |                                       |                                       |                                       | Elizabeth Blackman                    | Rene Bolte                            | 7–5, 7–5                              |
| 1940      | Canadian Championships Toronto          |                                       |                                       | Erba                                  | Eleanor Young                         | Jean Milne                            | 7–5, 7–5                              |
| 1941-1945 | Non disputato                           | Non disputato                         | Non disputato                         | Non disputato                         | Non disputato                         | Non disputato                         | Non disputato                         |
| 1946      | Canadian Nationals                      |                                       |                                       |                                       | Baba Lewis (1)                        | Noreen Haney                          | 6–1, 6–3                              |
| 1947      | Canadian Nationals                      |                                       |                                       |                                       | Gracyn Wheeler Kelleher (2)           | Eleanor Young                         | 6–0, 3–6, 6–0                         |
| 1948      | Canadian Championships Vancouver        |                                       |                                       |                                       | Patricia Macken                       | Elaine Fildes                         | 2–6, 8–6, 6–2                         |
| 1949      | Canadian Championships Halifax          |                                       |                                       |                                       | Baba Lewis (2)                        | Patricia Macken                       | 6–0, 6–1                              |
| 1950      | Canadian Championships Québec           |                                       |                                       |                                       | Doris Popple                          | Barbara Knapp                         | 8–6, 6–8, 7–5                         |
| 1951      | Canadian Championships Toronto          |                                       |                                       |                                       | Lucille Davidson                      | Pat Lowe                              | 8–6, 6–1                              |
| 1952      | Canadian Championships Toronto          |                                       |                                       |                                       | Melita Ramírez (1)                    | Lucille Davidson                      | 6–4, 6–3                              |
| 1953      | Canadian Championships Toronto          |                                       |                                       | Erba                                  | Melita Ramírez (2)                    | Thelma Coyne Long                     | 6–1, 6–3                              |
| 1954      | Canadian Nationals Toronto              |                                       |                                       |                                       | Karol Fageros                         | Ethel Norton                          | 3–6, 7–5, 6–4                         |
| 1955      | Canadian Championships Toronto          |                                       |                                       |                                       | Hanna Kozeluhova Sladek               | Connie Bowan                          | 8–6, 6–0                              |
| 1956      | Canadian Championships Vancouver        |                                       |                                       |                                       | Jean Laird                            | Linda Vail                            | 4–6, 7–5, 8–6                         |
| 1957      | Canadian Championships Montréal         |                                       |                                       |                                       | Louise Brown                          | Singeline Boeck                       | 6–4, 6–3                              |
| 1958      | Canadian Championships Vancouver        |                                       |                                       | Erba                                  | Eleanor Dodge                         | Barbara Browning                      | 6–3, 6–4                              |
| 1959      | Canadian Championships Toronto          |                                       |                                       |                                       | Mary Martin                           | Marta Hernández                       | 6–1, 6–2                              |
| 1960      | Carling Canadian National Chmps Toronto |                                       |                                       | Terra                                 | Donna Floyd Fales                     | Ann Barclay                           | 7–5, 6–2                              |
| 1961      | Canadian Nationals Toronto              |                                       |                                       | Terra                                 | Ann Haydon Jones                      | Ann Barclay                           | 6–4, 6–0                              |
| 1962      | Canadian Championships                  |                                       |                                       |                                       | Ann Barclay (1)                       | Louise Brown                          | 6–3, 6–4                              |
| 1963      | Canadian Nationals Vancouver            |                                       |                                       |                                       | Ann Barclay (2)                       | Louise Brown                          | 6–0, 6–1                              |
| 1964      | Canadian Nationals Montréal             |                                       |                                       | Erba                                  | Benita Senn                           | Louise Brown                          | 6–4, 6–4                              |
| 1965      | Canadian Nationals Toronto              |                                       |                                       | Erba                                  | Julie Heldman                         | Faye Urban                            | 6–3, 8–6                              |
| 1966      | Canadian Nationals Vancouver            |                                       |                                       | Erba                                  | Rita Bentley                          | Susan Butt                            | 6–3, 6–3                              |
| 1967      | Canadian Nationals Montréal             |                                       |                                       | Erba                                  | Kathleen Harter                       | Rita Bentley                          | 6–1, 5–7, 7–5                         |
| 1968      | Canadian Nationals Toronto              |                                       |                                       | Terra                                 | Jane Bartkowicz                       | Faye Urban                            | 6–3, 6–3                              |
| 1969      | Canadian Open Toronto                   |                                       |                                       | Terra                                 | Faye Urban                            | Vicky Berner                          | 6–2, 6–0                              |
| 1970      | Rothmans Canadian Open Toronto          |                                       |                                       | Terra                                 | Margaret Smith Court                  | Rosie Casals                          | 6–8, 6–4, 6–4                         |
| 1971      | Rothmans Canadian Open Toronto          |                                       |                                       | Terra                                 | Françoise Dürr                        | Evonne Goolagong                      | 6–4, 6–2                              |
| 1972      | Rothmans Canadian Open Toronto          |                                       |                                       | Terra                                 | Evonne Goolagong (1)                  | Virginia Wade                         | 6–3, 6–1                              |
| 1973      | Rothmans Canadian Open Toronto          |                                       |                                       | Terra                                 | Evonne Goolagong (2)                  | Helga Niessen Masthoff                | 7–6, 6–4                              |
| 1974      | Rothmans Canadian Open Toronto          |                                       |                                       | Cemento                               | Chris Evert (1)                       | Julie Heldman                         | 6–0, 6–3                              |
| 1975      | Rothmans Canadian Open Toronto          |                                       | $30000                                | Cemento                               | Marcie Louie                          | Laura duPont                          | 6–1, 4–6, 6–4                         |
| 1976      | Rothmans Canadian Open Toronto          |                                       | $35000                                | Cemento                               | Mima Jaušovec                         | Lesley Hunt                           | 6–2, 6–0                              |
| 1977      | Rothmans Canadian Open Toronto          |                                       | $35000                                | Cemento                               | Regina Maršíková (1)                  | Marise Kruger                         | 6–4, 4–6, 6–2                         |
| 1978      | Rothmans Canadian Open Toronto          |                                       | $35000                                | Cemento                               | Regina Maršíková (2)                  | Virginia Ruzici                       | 7–5, 6(9)–7, 6–2                      |
| 1979      | Player's Canadian Open Toronto          |                                       | $35000                                | Cemento                               | Laura duPont                          | Brigette Cuypers                      | 6–4, 6–7, 6–1                         |
| 1980      | Player's Canadian Open Toronto          |                                       | $150000                               | Cemento                               | Chris Evert (2)                       | Virginia Ruzici                       | 6–3, 6–1                              |
| 1981      | Player's Canadian Open Toronto          |                                       | $200000                               | Cemento                               | Tracy Austin                          | Chris Evert                           | 6–1, 6–4                              |
| 1982      | Player's Canadian Open Montréal         |                                       | $200000                               | Cemento                               | Martina Navrátilová (1)               | Andrea Jaeger                         | 6–3, 7–5                              |
| 1983      | Player's Canadian Open Toronto          |                                       | $200000                               | Cemento                               | Martina Navrátilová (2)               | Chris Evert                           | 6–4, 4–6, 6–1                         |
| 1984      | Player's Canadian Open Montréal         |                                       | $200000                               | Cemento                               | Chris Evert (3)                       | Alycia Moulton                        | 6–2, 7–6(3)                           |
| 1985      | Canadian Open Toronto                   |                                       | $250000                               | Cemento                               | Chris Evert (4)                       | Claudia Kohde Kilsch                  | 6–2, 6–4                              |
| 1986      | Player's Canadian Open Montréal         |                                       | $250000                               | Cemento                               | Helena Suková                         | Pam Shriver                           | 6–2, 7–5                              |
| 1987      | Canadian Open Downsview Toronto         |                                       | $250000                               | Cemento                               | Pam Shriver                           | Zina Garrison                         | 6–4, 6–1                              |
| 1988      | Player's Canadian Open Montréal         | Tier II                               | $300000                               | Cemento                               | Gabriela Sabatini                     | Nataša Zvereva                        | 6–1, 6–2                              |
| 1989      | Player's Canadian Open Toronto          | Tier II                               | $300000                               | Cemento                               | Martina Navrátilová (3)               | Arantxa Sánchez Vicario               | 6–2, 6–2                              |
| 1990      | Canadian Open Montréal                  | Tier I                                | $500000                               | Cemento                               | Steffi Graf (1)                       | Katerina Maleeva                      | 6–1, 6(6)–7, 6–3                      |
| 1991      | Canadian Open Toronto                   | Tier I                                | $500000                               | Cemento                               | Jennifer Capriati                     | Katerina Maleeva                      | 6–2, 6–3                              |
| 1992      | Matinee Ltd. - Canadian Open Montréal   | Tier I                                | $550000                               | Cemento                               | Arantxa Sánchez (1)                   | Monica Seles                          | 6–3, 4–6, 6–4                         |
| 1993      | Matinee Ltd. - Canadian Open Toronto    | Tier I                                | $750000                               | Cemento                               | Steffi Graf (2)                       | Jennifer Capriati                     | 6–1, 0–6, 6–3                         |
| 1994      | Matinee Ltd. - Canadian Open Montréal   | Tier I                                | $750000                               | Cemento                               | Arantxa Sánchez (2)                   | Steffi Graf                           | 7–5, 1–6, 7–6(4)                      |
| 1995      | Omnium du Maurier Lté Toronto           | Tier I                                | $806250                               | Cemento                               | Monica Seles (1)                      | Amanda Coetzer                        | 6–0, 6–1                              |
| 1996      | Omnium du Maurier Lté Montréal          | Tier I                                | $926250                               | Cemento                               | Monica Seles (2)                      | Arantxa Sánchez                       | 6–1, 7–6(2)                           |
| 1997      | Omnium du Maurier Toronto               | Tier I                                | $926250                               | Cemento                               | Monica Seles (3)                      | Anke Huber                            | 6–2, 6–4                              |
| 1998      | Omnium du Maurier Montréal              | Tier I                                | $926250                               | Cemento                               | Monica Seles (4)                      | Arantxa Sánchez                       | 6–3, 6–2                              |
| 1999      | Omnium du Maurier Toronto               | Tier I                                | $1050000                              | Cemento                               | Martina Hingis (1)                    | Monica Seles                          | 6–4, 6–4                              |
| 2000      | Omnium du Maurier Montréal              | Tier I                                | $1080000                              | Cemento                               | Martina Hingis (2)                    | Serena Williams                       | 0–6, 6–3, 3–0 rit.                    |
| 2001      | Coupe Rogers et AT&T Toronto            | Tier I                                | $1200000                              | Cemento                               | Serena Williams (1)                   | Jennifer Capriati                     | 6–1, 6(7)–7, 6–3                      |
| 2002      | Coupe Rogers AT&T Montréal              | Tier I                                | $1224000                              | Cemento                               | Amélie Mauresmo (1)                   | Jennifer Capriati                     | 6–4, 6–1                              |
| 2003      | Coupe Rogers AT&T Toronto               | Tier I                                | $1325000                              | Cemento                               | Justine Henin (1)                     | Lina Krasnoruckaja                    | 6–1, 6–0                              |
| 2004      | Coupe Rogers Montréal                   | Tier I                                | $1300000                              | Cemento                               | Amélie Mauresmo (2)                   | Elena Lichovceva                      | 6–1, 6–0                              |
| 2005      | Coupe Rogers American Express Toronto   | Tier I                                | $1300000                              | Cemento                               | Kim Clijsters                         | Justine Henin                         | 7–5, 6–1                              |
| 2006      | Coupe Rogers Banque Nationale Montréal  | Tier I                                | $1340000                              | Cemento                               | Ana Ivanović                          | Martina Hingis                        | 6–2, 6–3                              |
| 2007      | Coupe Rogers American Express Toronto   | Tier I                                | $1340000                              | Cemento                               | Justine Henin (2)                     | Jelena Janković                       | 7–6(3), 7–5                           |
| 2008      | Coupe Rogers Banque Nationale Montréal  | Tier I                                | $1340000                              | Cemento                               | Dinara Safina                         | Dominika Cibulková                    | 6–2, 6–1                              |
| 2009      | Rogers Cup Toronto                      | Premier 5                             | $2000000                              | Cemento                               | Elena Dement'eva                      | Marija Šarapova                       | 6–4, 6–3                              |
| 2010      | Rogers Cup Montréal                     | Premier 5                             | $2000000                              | Cemento                               | Caroline Wozniacki                    | Vera Zvonarëva                        | 6–3, 6–2                              |
| 2011      | Rogers Cup Toronto                      | Premier 5                             | $2050000                              | Cemento                               | Serena Williams (2)                   | Samantha Stosur                       | 6–4, 2–6                              |
| 2012      | Rogers Cup Montréal                     | Premier 5                             | $2000000                              | Cemento                               | Petra Kvitová                         | Li Na                                 | 7–5, 2–6, 6–3                         |
| 2013      | Rogers Cup Toronto                      | Premier 5                             | $2000000                              | Cemento                               | Serena Williams (3)                   | Sorana Cîrstea                        | 6–2, 6–0                              |
| 2014      | Rogers Cup Montréal                     | Premier 5                             | $2000000                              | Cemento                               | Agnieszka Radwańska                   | Venus Williams                        | 6–4, 6–2                              |
| 2015      | Rogers Cup Toronto                      | Premier 5                             | $2513000                              | Cemento                               | Belinda Bencic                        | Simona Halep                          | 7–6(5), 6(4)–7, 3–0 rit.              |
| 2016      | Rogers Cup Montréal                     | Premier 5                             | $2714413                              | Cemento                               | Simona Halep (1)                      | Madison Keys                          | 7–6(2), 6–3                           |
| 2017      | Rogers Cup Toronto                      | Premier 5                             | $2735139                              | Cemento                               | Elina Svitolina                       | Caroline Wozniacki                    | 6–4, 6–0                              |
| 2018      | Rogers Cup Montréal                     | Premier 5                             | $2820000                              | Cemento                               | Simona Halep (2)                      | Sloane Stephens                       | 7–6(6), 3–6, 6–4                      |
| 2019      | Rogers Cup Toronto                      | Premier 5                             | $2830000                              | Cemento                               | Bianca Andreescu                      | Serena Williams                       | 3–1 rit.                              |
| 2020      | Annullato per pandemia di Coronavirus   | Annullato per pandemia di Coronavirus | Annullato per pandemia di Coronavirus | Annullato per pandemia di Coronavirus | Annullato per pandemia di Coronavirus | Annullato per pandemia di Coronavirus | Annullato per pandemia di Coronavirus |
| 2021      | National Bank Open Montréal             | WTA 1000                              | $1835490                              | Cemento                               | Camila Giorgi                         | Karolína Plíšková                     | 6–3, 7–5                              |
| 2022      | National Bank Open Toronto              | WTA 1000                              | $2697250                              | Cemento                               | Simona Halep (3)                      | Beatriz Haddad Maia                   | 6–3, 2–6, 6–3                         |
| 2023      | Omnium National Bank Montréal           | WTA 1000                              | $2788468                              | Cemento                               | Jessica Pegula (1)                    | Ljudmila Samsonova                    | 6–1, 6–0                              |
| 2024      | National Bank Toronto                   | WTA 1000                              | $3211715                              | Cemento                               | Jessica Pegula (2)                    | Amanda Anisimova                      | 6–3, 2–6, 6–1                         |
| 2025      | Omnium National Bank Montréal           | WTA 1000                              | $5152599                              | Cemento                               | Victoria Mboko                        | Naomi Ōsaka                           | 2-6, 6-4, 6-1                         |